# 奥萨肖
奥萨肖（義大利語：Osasio），是意大利都灵省的一个市镇。总面积4.5平方公里，人口902人，人口密度200.4人/平方公里（2009年）。ISTAT代码为001174。